# Tanycolagreus
Tanycolagreus — рід тероподів целрозаврів з пізньої юри Північної Америки.

## Опис
Карпентер та ін. (2005) визначили, що голотип Tanycolagreus представляє недорослу особину, довжина якої за життя становила приблизно 3,3 метра. Проте одна зі згаданих скам'янілостей, премаксилла з кар'єру Клівленд-Ллойд, належала б більшій особині, довжиною 4 метри. У 2010 році Грегорі С. Пол оцінив вагу чотириметрової тварини в 120 кілограмів.
Голова Tanycolagreus велика, витягнута і прямокутна в профілі за рахунок тупої морди. Нога досить довга і легкої будови.
Один передщелепний зуб, що зберігся з голотипом, сильно пошкоджений, але демонструє асиметричний поперечний переріз, типовий для зубів тероподів; щочні зуби збереглися надто погано, щоб побачити будь-які деталі. На нозі другий палець трохи надмірно розгинається, але не має збільшеного кігтя.

## Галерея

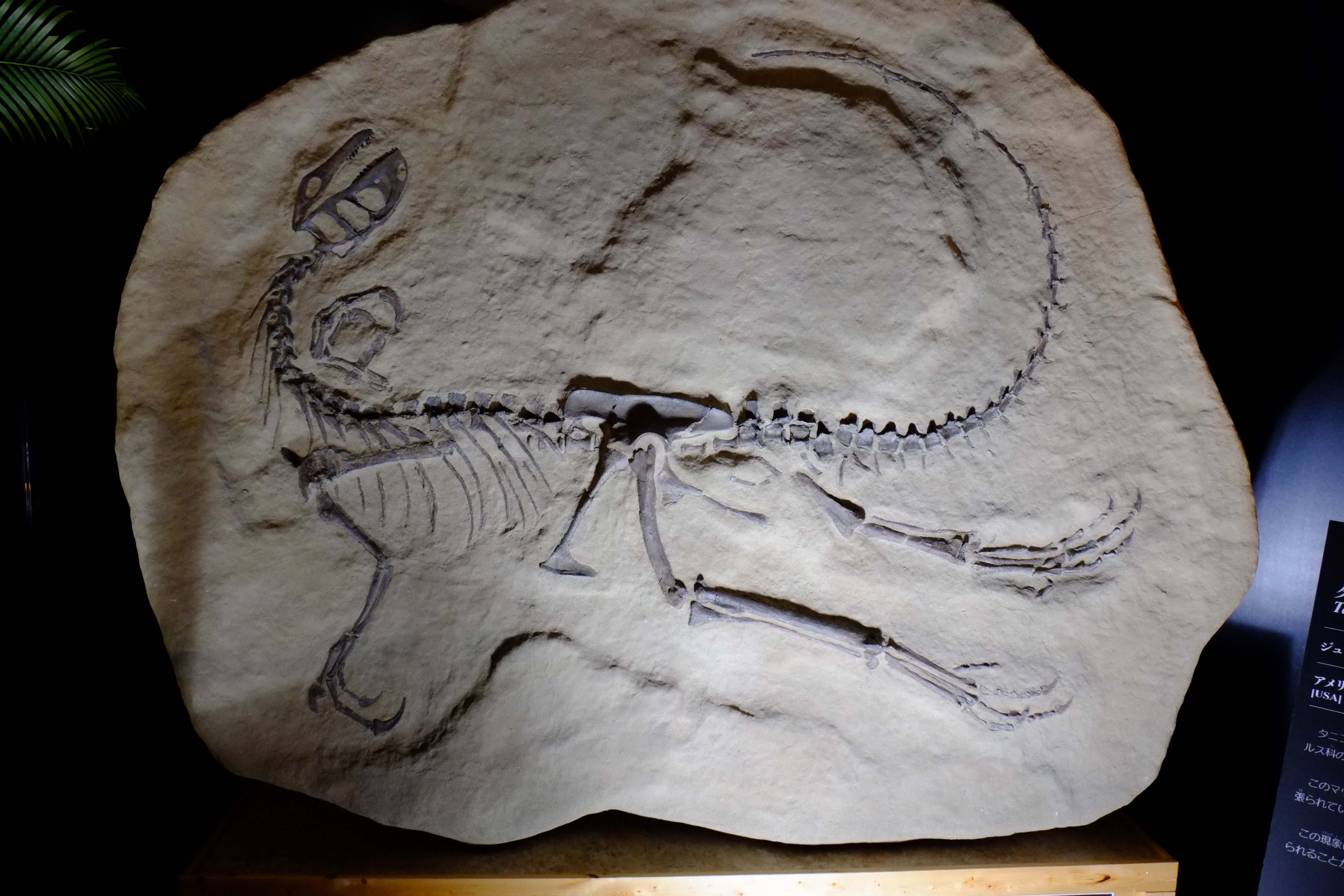
Скелет
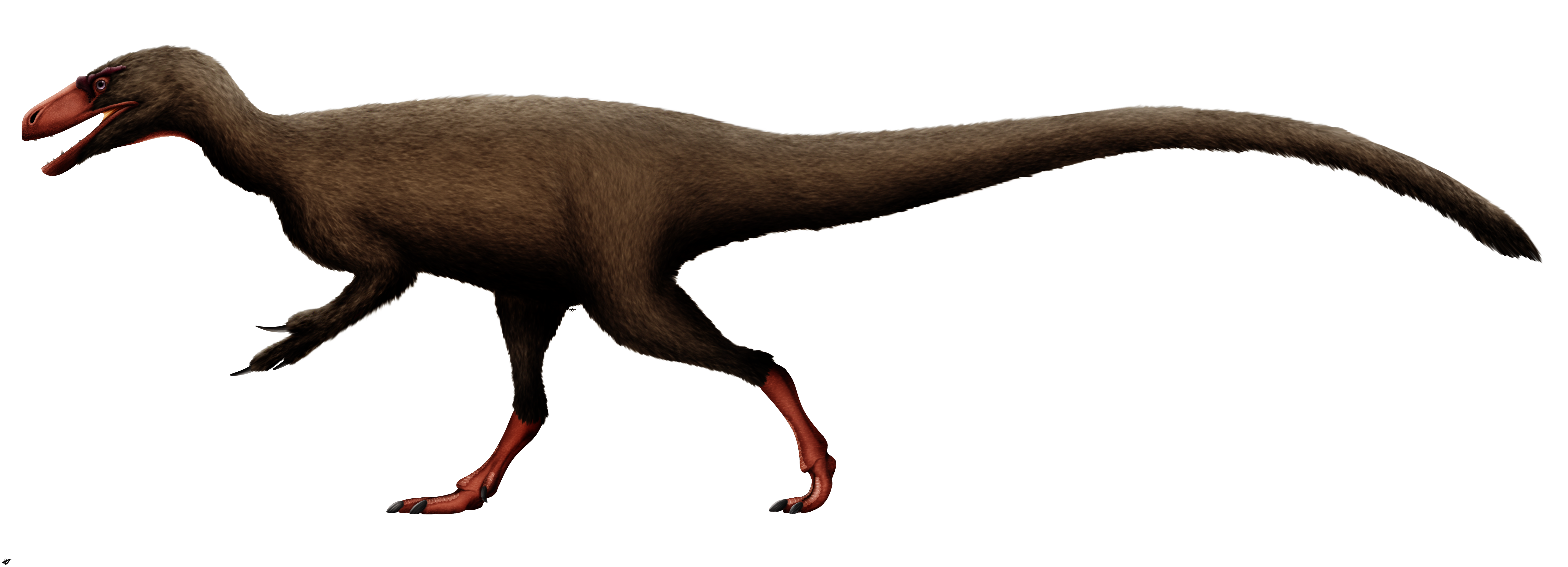
Художнє представлення
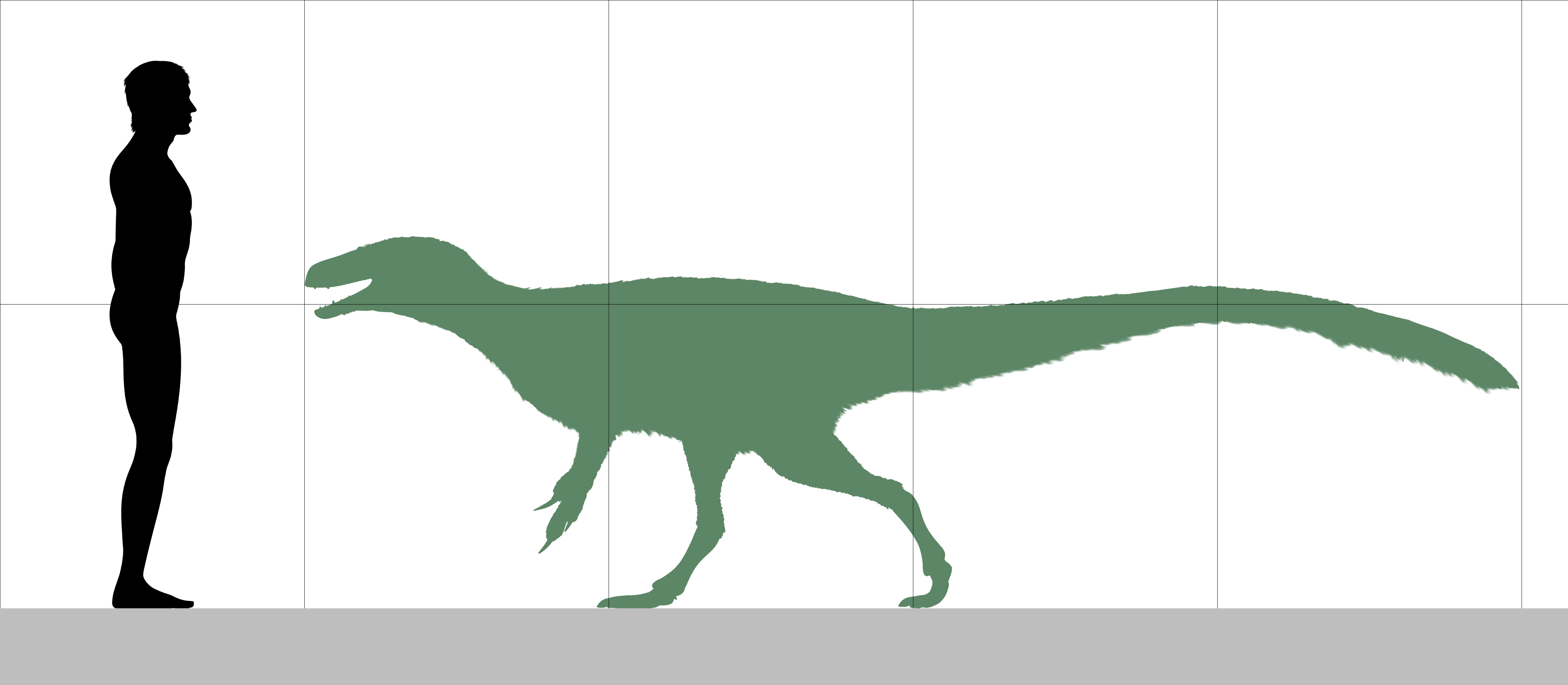
Розмір